# Partido Socialista Francês (1919)
O Partido Socialista Francês (PSF), o segundo partido com esse nome, foi um partido político francês fundado em 1920, durante a Terceira República Francesa, e dissolvido em 1935. 

## Histórico
Com a aproximação das eleições legislativas de 1919, a “Seção Francesa da Internacional Operária (SFIO)” decidiu retirar-se da “União Sagrada” e apresentar suas próprias listas em todos os departamentos. Aqueles que apoiavam a permanência na União, membros da ala direita do partido, concorreram em listas dissidentes ou de "concentração republicana"; foram, portanto, excluídos da SFIO.
Ao escolherem esse nome, reivindicaram o legado de Jean Jaurès e do primeiro Partido Socialista Francês, fundado por ele em 1902. Nas eleições legislativas de 1924, participou do “Cartel das Esquerdas”. Em 1935, o PSF fundiu-se com o “Partido Republicano-Socialista (PRS)” e o “Partido Socialista da França - União Jean Jaurès (PSdF)" para formar a “União Socialista Republicana (USR)”.